# Império do Divino Espírito Santo do Cascalho

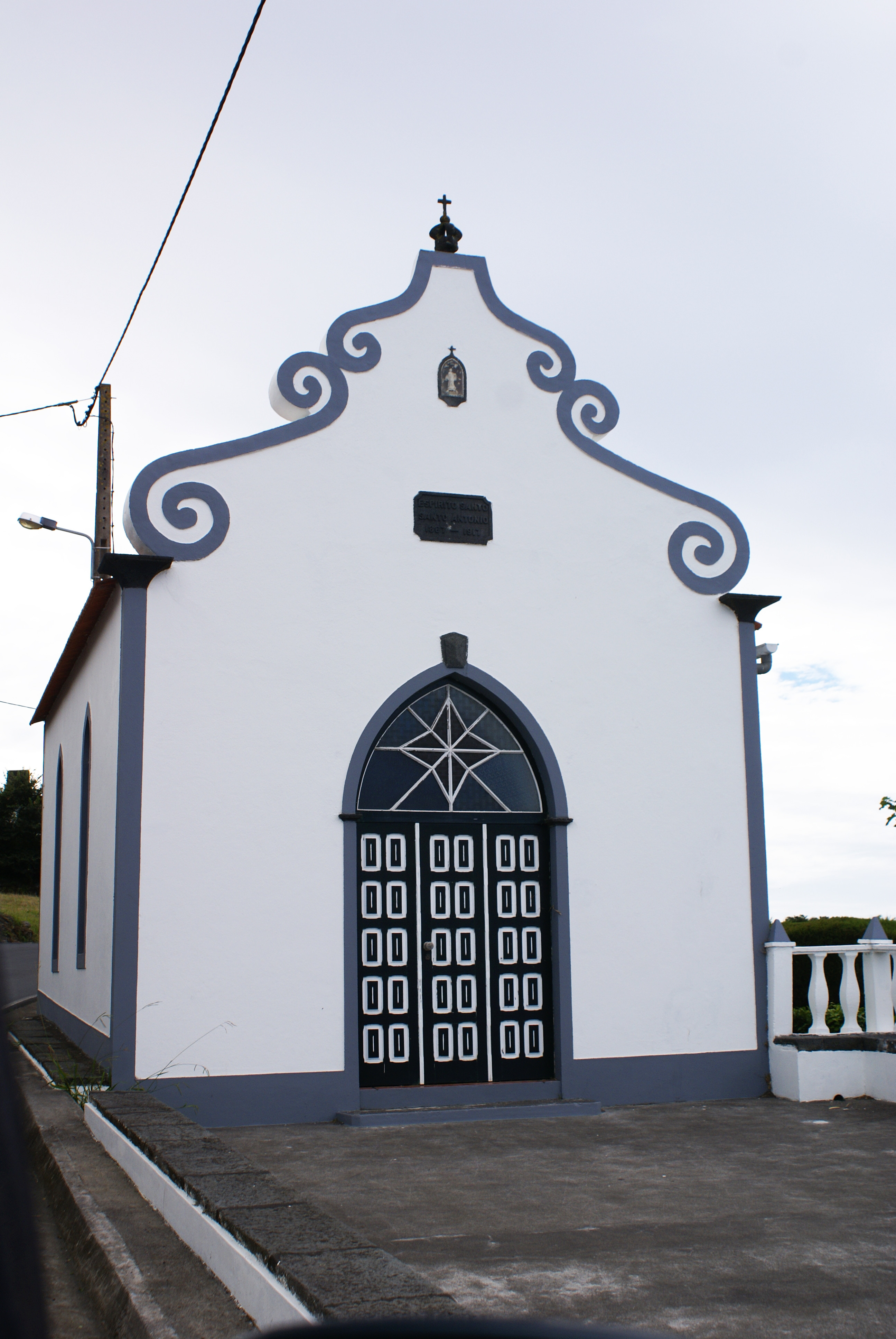
Império do Espírito Santo do Cascalho.

O Império do Divino Espírito Santo do Cascalho é um Império do Espírito Santo português que se localiza na freguesia dos  Cedros, concelho da horta, ilha do Faial, arquipélago dos Açores.
Este Império do Espírito Santo ostenta na fachada as datas de 1867 e 1917 e também uma coroa do Espírito Santo encimada por uma Cruz, ambas em basalto. A porta, apresenta um traçado em ogiva.
As festas ao Divino fazem-se nesta irmandade na segunda feira de Pentecostes, altura em que é organizado um cortejo de oferendas e é feita uma distribuição de massa sovada.